# 查內因德彭登西亞
查內因德彭登西亞是玻利維亞的城鎮，位於該國中東部，由聖克魯斯省負責管轄，距離首府聖克魯斯115公里，海拔高度236米，每年平均降雨量約1,500毫米，2010年人口3,527。
16°57′58″S 63°13′17″W / 16.9661°S 63.2214°W